# Islândia nos Jogos Olímpicos de Inverno de 1952

A Islândia competiu nos Jogos Olímpicos de Inverno de 1948 em Oslo, Noruega.